# Dipartimento federale della difesa, della protezione della popolazione e dello sport
Il Dipartimento federale della difesa, protezione della popolazione e dello sport (DDPS) è uno dei sette dipartimenti (ministeri) nel governo svizzero. 

## Cambiamento di denominazione
- 1848 Dipartimento militare
- 1979 Dipartimento militare federale
- 1998 Dipartimento federale della difesa, della protezione della popolazione e dello sport

## Competenze
- Segreteria generale
- Ufficio dell'uditore in capo
- Servizio delle attività informative della Confederazione[3]
- Difesa[4]
  - Stato maggiore dell'esercito
  - Stato maggiore di condotta dell'esercito
  - Forze terrestri
  - Forze aeree
  - Istruzione superiore dei quadri
  - Base logistica dell'esercito
  - Base d'aiuto alla condotta
- Ufficio federale dell’armamento (armasuisse)[5]
- Ufficio federale di topografia (swisstopo)[6]
- Ufficio federale della protezione della popolazione (UFPP) si occupa della protezione della popolazione in caso di catastrofi ed emergenze. L'ufficio è suddiviso in Protezione civile, Laboratorio Spiez, Centrale nazionale d’allarme CENAL, Istruzione (che si occupa della formazione degli organi cantonali di condotta, dei quadri della protezione civile e della produzione di materiali didatti), Telematica e Risorse[7].
- Ufficio federale dello sport[8]

## Consiglieri federali a capo del dipartimento
| - 1848-1854: Ulrich Ochsenbein - 1855-1859: Friedrich Frey-Herosé - 1860-1861: Jakob Stämpfli - 1862: Constant Fornerod - 1863: Jakob Stämpfli - 1864-1866: Constant Fornerod - 1867-1868: Emil Welti - 1869: Victor Ruffy - 1870-1871: Emil Welti - 1872: Paul Cérésole - 1873-1875: Emil Welti - 1876-1878: Johann Jakob Scherer | - 1879-1888: Wilhelm Hertenstein - 1889-1890: Walter Hauser - 1891-1897: Emil Frey - 1897-1898: Eduard Müller - 1899: Eugène Ruffy - 1900-1906: Eduard Müller - 1907: Ludwig Forrer - 1908-1911: Eduard Müller - 1912-1913: Arthur Hoffmann - 1914-1919: Camille Decoppet - 1920-1929: Karl Scheurer | - 1930-1940: Rudolf Minger - 1940-1954: Karl Kobelt - 1955-1966: Paul Chaudet - 1967-1968: Nello Celio - 1968-1979: Rudolf Gnägi - 1980-1983: Georges-André Chevallaz - 1984-1986: Jean-Pascal Delamuraz - 1987-1989: Arnold Koller - 1989-1995: Kaspar Villiger - 1996-2000: Adolf Ogi - 2001-2008: Samuel Schmid - 2009-2015: Ueli Maurer - 2016-2018: Guy Parmelin - 2019-2025: Viola Amherd - 2025-in carica: Martin Pfister |